# Список керівників держав 862 року
Список керівників держав 862 року — це перелік правителів країн світу 862 року.
Список керівників держав 861 року — 862 рік — Список керівників держав 863 року — Список керівників держав за роками

## Європа
- Абхазьке царство — Деметре II (855—864)
- Королівство Східна Англія — Едмунд (864—869)
- Королівство Астурія — Ордоньйо I (850—866)
- Блатенське князівство — Коцель (861—876)
- Перше Болгарське царство — Борис I (852—889)
- Брихейніог — Елісед ап Теудр (840—885)
- Волзька Болгарія — Айдар (815—865)
- Венеційська республіка — дож П'єтро Традоніко (836—864)
- Вессекс — Етельберт (860—865)
- Візантійська імперія — Михаїл III (842—867)
  - Неаполітанське герцогство — Сергій I (840—864)
- Королівство Гвент — Фернфел ап Меуріг (860—880)
- Гвікке — до 994 немає даних.
- Королівство Гвінед — Родрі II Великий (844—878)
- Король Шотландії — Дональд I (858—862); Костянтин I (862—877)
- конунґ данів — Горік II Молодий (854—867/870)
- Дівед — міжцарствування. До 878 року невідомо.
- Конволл — король Ферфердін ап Мордаф (850—865)
- Ірландія — верховний король Маел Сехнайлл мак Маел Руанайд (846—862); Аед Фіндліах (862—879)
  - Айлех — Аед Фіндліах мак Нейлл (855—879)
  - Айргіалла — Конгалах мак Фіннахта (852—874)
  - Дублін (королівство) — Амлайб Конунг (853—871)
  - Коннахт — Конхобар МакТайдг Мойр (848—882); Мугрон МакМаел Котайд (848—872) — співправитель
  - Ленстер — Руарк мак Брайн (854—862); Муйрекан мак Діармайт (862—863)
  - Король Міде — Маел Сехнайлл мак Маел Руанайд (845—862); Лоркан мак Катайл (862—864)
  - Мунстер — Кенн Фелад гуа Муґтіґірн (859—872)
  - Улад — Лехлобар мак Лойнгсіг (857—873)
    - Конайлле Муйрхемне — Маел Брігте мак Спелайн (824—869)
    - Ві Ехах Кобо — Коналлан мак Маеле Дуїн (853—882)
- Кахетія — Гавріїл (861—881)
- Італія:
- Король Італії — Людовик I (855—875)
  - Князівство Капуанське — Пандо (861—862); Панденульф (862—863)
  - Князівство Беневентське — Адельчіз (854—878)
  - Герцогство Гаета — Костянтин (839—866)
  - Салернське князівство — Гвайфер (861—880)
  - Сполетське герцогство — Ламберт I (859—871)
  - Герцогство Фріульське — Ебергард (846—863)
- Королівство Кент — Етельберт (856—865)
- князь Ладозький — Рюрик (862—879)
- Мерсія — Бурґред (852—874)
- Морганнуг — Гівел ап Ріс (856—886)
- Критський емірат — Шу'яб I (855—880)
- Королівство Наварра — Гарсія Інігес (860—870)
- Кордовський емірат — Мухаммед I (852—886)
- Німеччина:
  - Герцогство Баварія — Людовик II Німецький (829—865)
  - Архієпископ Зальцбурга — Адалвін (859—873)
  - Герцогство Саксонія — Людольф (840—866)
- Королівство Нортумбрія — Осберт (848—867)
- Королівство Повіс — Родрі Великий (854—878)
- Сейсіллуг — Гугон ап Мейриг (850?—871)
- Стратклайд — Артгал ап Думнагуал (850—872)
- Велика Моравія — князь Ростислав (846—870)
- Західне Франкське королівство — Карл II Лисий (843—877)
- Східне Франкське королівство — Людовик II Німецький (843—876)
  - Графство Арагон — Галіндо I Аснарес (844—867)
  - Герцогство Аквітанія — Карл II Дитина (855—863)
  - Герцогство Васконія — герцог Санш II (852—864)
  - Бретонське королівство — Саломон (857—874)
  - Графство Керсі — Раймунд I (849—865)
  - Графство Мен — Роргон II дю Мен (853—865)
  - Графство Тулуза — Раймунд I (852—863)
  - Урхельське графство — Галіндо I Аснарес (844—867)
- Хозарський каганат — Завулон (860—868/870)
- Хорватія — Трпимир I (845—864)
- Швеція — Рінґ Ерікссон (855/882-910)
- Святий Престол; Папська держава — папа римський Миколай I (858—867)
- Вселенський патріарх — Фотій I Великий (858—867)
  - Тбіліський емірат — Мухаммад II ібн Халіл (853—870)

## Азія
- Близький Схід:
  - Багдадський халіфат — Мухаммад аль-Мунтасір (861—862); Ахмад аль-Мустаїн (862—866)
    - Вірменський емірат — Мухаммед ібн Халід аш-Шейбані (857—862); Алі ібн Яґ'я аль-Армені (862—863)
    - Дербентський емірат — під владою хозар (797—869)
    - Зіядіди — Ібрагім ібн Мухаммед (859—902)
    - Держава Ширваншахів — Хайсам ібн Халід (861—880)
    - Яфуриди — Яфур ібн Абд-ар-Рахман аль-Хівалі аль-Хім'ярі (847—872)
- Індія:
  - Західні Ганги — Егеганга Неєтімарга I (843—870)
  - Гуджара-Пратіхари — Міхіра Бходжа I (836—885)
  - Камарупа — Балаварман III (860—880)
  - самраат Кашмірської держави (Династія Утпала) — Авантіварман (855—883)
  - Імперія Пала — Шурапала I (860—872)
  - Династія Паллавів — Нандіварман III (825—869)
  - Держава Пандья — Шрімара Шріваллабха (815—862); Варагунаварман II (862—880)
  - Раджарата — раджа Сена I (846—866)
  - Раштракути — Амогаварша (814—878)
  - Саканбарі — нріпа Чандрараджа II (836—863)
  - Східні Чалук'ї — Віджаядітья III (849—892)
  - Чандела — володар Даджхауті — Вакпаті (845—865)
- 1-й магараджа держави Чеді й Дагали — Коккала I (850—890)
  - Чола — Віджаялая Чола (848—871)
- Індонезія:
  - Матарам — Лакапала (856—880)
  - Сунда (819—891)
  - Шривіджая — Шрі Індраварман (860—?) до 960 невідомо
- Середня Азія:
  - Киргизький каганат — Ін-у Ченмін-хан (847—867)
  - Саффариди — Якуб ібн Лейс (861—879)
- Китай:
  - Династія Тан — І-цзун (859—873)
    - Ідикут Кучі — Манлі (854—866)
- Тибет:
  - володар Західнотибетського царства — Одсрун (842—893)
  - володар Центральнотибетського царства — Юмдан (842—875)
- Наньчжао — Мен Шилун (859—877)
- Корея:
  - Об'єднана Сілла — ісагим (король) Кьонмун (861-875)
  - Пархе — тійо Тегонхван (857—871)
- Паган — король П'їнбу (846—876)
- Персія:
  - Тахіриди — Тахір II (845—862); Мухаммад ібн Тахір (862—873)
- Кхмерська імперія — Джаяварман III (850—877)
- Японія — Імператор Сейва (858—876)

## Африка
- Аксумське царство — невідомий цар (857—897)
- Аббасиди — Мухаммад аль-Мунтасір (861—862); Ахмад аль-Мустаїн (862—866)
  - Берегвати — Юнус ібн Іл'яс (842—888)
  - Некор (емірат) — Саліх II ібн Саїд (803—864)
- Ідрісиди — Ях'я I ібн Мухаммад (848—864)
- Макурія — Георгіос I (854/856-920)
- Мідрариди — Мідрар ібн Яса (824—867)
- Рустаміди — Афлах ібн Абд аль-Ваххаб (823—872)

## Північна Америка
- Царство К'анту — невідомий цар (850—869?)